# Sprawstwo
Sprawstwo – jedna z form popełnienia przestępstwa (forma zjawiskowa). Polega na zrealizowaniu ustawowych znamion czynu zabronionego samemu, albo wspólnie i w porozumieniu z inną osobą (współsprawstwo), albo kierowaniu popełnieniem czynu zabronionego przez inną osobę (sprawstwo kierownicze), albo też na poleceniu innej osobie wykonania czynu zabronionego przy wykorzystaniu jej uzależnienia od siebie (sprawstwo polecające). 